# Lijst van voetbalinterlands Angola - Mauritius
Deze lijst van voetbalinterlands is een overzicht van alle officiële voetbalwedstrijden tussen de nationale teams van Angola en Mauritius. De Zuidelijk Afrikaanse landen speelden tot op heden dertien keer tegen elkaar. De eerste ontmoeting was een kwalificatiewedstrijd voor de Afrika Cup 2000 op 28 februari 1999 in Luanda. Het laatste duel, een kwalificatiewedstrijd voor het Wereldkampioenschap voetbal 2026, werd gespeeld in Saint Pierre op 21 november 2023.

## Wedstrijden
| №  | Plaats           | Datum            | Competitie                                        | Wedstrijd          | Uitslag |
| -- | ---------------- | ---------------- | ------------------------------------------------- | ------------------ | ------- |
| 1  | Luanda           | 28 februari 1999 | Afrika Cup 2000 kwalificatie                      | Angola − Mauritius | 0 − 2   |
| 2  | Curepipe         | 14 april 1999    | Afrika Cup 2000 kwalificatie                      | Mauritius − Angola | 1 − 1   |
| 3  | Luanda           | 10 juni 2001     | COSAFA Cup 2001                                   | Angola − Mauritius | 1 − 0   |
| 4  | Maseru           | 29 april 2006    | COSAFA Cup 2006                                   | Angola − Mauritius | 5 − 1   |
| 5  | Windhoek         | 16 juni 2016     | COSAFA Cup 2016                                   | Angola − Mauritius | 0 − 2   |
| 6  | Saulspoort       | 25 juni 2017     | COSAFA Cup 2017                                   | Mauritius − Angola | 0 − 1   |
| 7  | Belle Vue Maurel | 16 juli 2017     | African Championship of Nations 2018 kwalificatie | Mauritius − Angola | 0 − 1   |
| 8  | Luanda           | 23 juli 2017     | African Championship of Nations 2018 kwalificatie | Angola − Mauritius | 3 − 2   |
| 9  | Pietersburg      | 30 mei 2018      | COSAFA Cup 2018                                   | Angola − Mauritius | 1 − 0   |
| 10 | Saint Pierre     | 24 juli 2022     | African Championship of Nations 2022 kwalificatie | Mauritius − Angola | 0 − 2   |
| 11 | Luanda           | 30 juli 2022     | African Championship of Nations 2022 kwalificatie | Angola − Mauritius | 1 − 0   |
| 12 | Durban           | 10 juli 2023     | COSAFA Cup 2023                                   | Angola − Mauritius | 0 − 1   |
| 13 | Saint Pierre     | 21 november 2023 | WK 2026 kwalificatie                              | Mauritius − Angola | 0 − 0   |

## Samenvatting
| Competitie                                   | Totaal gespeeld | Winst Angola | Gelijk | Winst Mauritius | Doelsaldo Angola – Mauritius |
| -------------------------------------------- | --------------- | ------------ | ------ | --------------- | ---------------------------- |
| WK-kwalificatie                              | 1               | 0            | 1      | 0               | 0 − 0                        |
| Afrika Cup-kwalificatie                      | 2               | 0            | 1      | 1               | 1 − 3                        |
| African Championship of Nations-kwalificatie | 4               | 4            | 0      | 0               | 7 − 2                        |
| COSAFA Cup                                   | 6               | 4            | 0      | 2               | 8 − 4                        |
| Totaal                                       | 13              | 8            | 2      | 3               | 16 − 9                       |

Wedstrijden bepaald door strafschoppen worden, in lijn met de FIFA, als een gelijkspel gerekend.